# اريك ستيوارت
اريك ستيوارت (بالإنجليزية: Eric Stuart)‏ (و. 1967 – م) هو مغن مؤلف، وملحن، وممثل صوت، وممثل، وممثل أفلام، من الولايات المتحدة الأمريكية، ولد في بروكلين.

## وصلات خارجية
- اريك ستيوارت على موقع IMDb (الإنجليزية)
- اريك ستيوارت على موقع ألو سيني (الفرنسية)
- اريك ستيوارت على موقع ميوزك برينز (الإنجليزية)
- اريك ستيوارت على موقع أول موفي (الإنجليزية)
- اريك ستيوارت على موقع أول ميوزيك (الإنجليزية)
- اريك ستيوارت على موقع قاعدة بيانات الفيلم (الإنجليزية)
- اريك ستيوارت على موقع كينوبويسك (الروسية)
- اريك ستيوارت على موقع ANN person (الإنجليزية)